# Marcus Gheeraerts el Joven

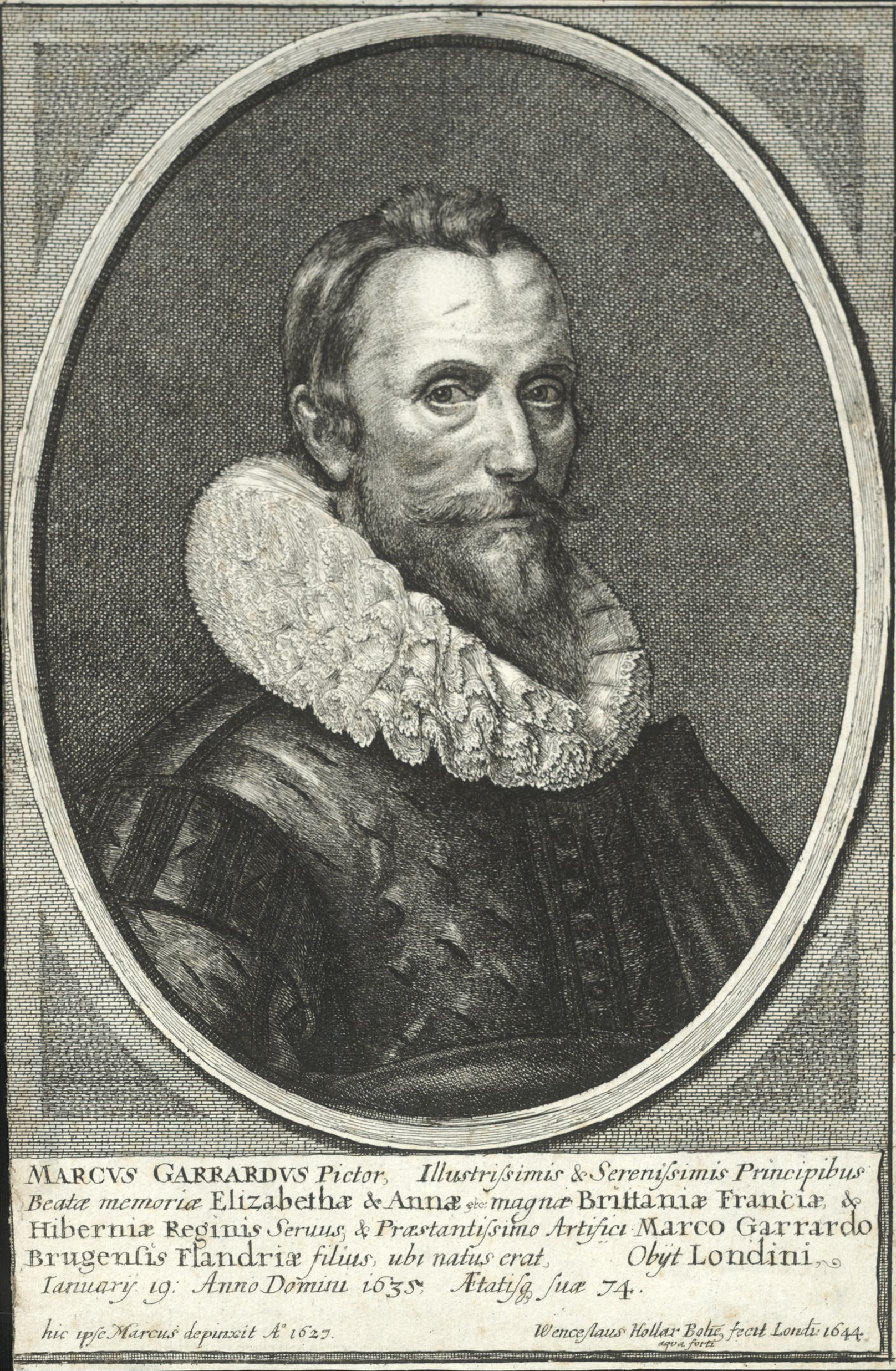
Grabado de Wenceslas Hollar de 1644 sobre un desaparecido autorretrato de Marcus Gheeraerts el Joven de 1627

Marcus Gheeraerts, también escrito Gerards o Geerards, (Brujas, 1561 o 62-19 de enero de 1636) fue un pintor flamenco que trabajó en la corte de los Tudor. 
Llegó a Inglaterra de niño con su padre,  Marcus Gheeraerts el Viejo, también pintor. Bajo el patrocinio del cortesano Henry Lee se convirtió en el retratista de moda a finales del reinado de Isabel I. Introdujo una nueva estética en la pintura de la corte inglesa que capturaba la esencia del modelo mediante una estrecha observación. Fue el retratista favorito de Ana de Dinamarca, esposa de Jacobo I, pero pasó de moda a finales de la década de 1610.

## Familia
Marcus Gheeraerts el Joven, también conocido como Mark Garrard nació en Brujas, hijo del artista Marcus Gheeraerts el Viejo y su esposa Johanna. Se sabe muy poco de la obra pictórica de su padre, aunque fue un renombrado estampador en Europa.
Como otros artistas protestantes de los Países Bajos, Gheeraerts huyó a Inglaterra con su hijo para escapar de la persecución del duque de Alba. Su esposa, católica, permaneció en el país y se cree que falleció pocos años después. Hay datos que sitúan a los Gheeraerts viviendo en Londres con un sirviente holandés en 1568. El 9 de septiembre de 1571, Gheeraerts el viejo se casó de nuevo con Susanna de Critz, miembro de una familia exiliada de Amberes.
No se sabe quién enseñó al joven Marcus, aunque es muy posible que fuera su padre. También es probable que fuera alumno de Lucas de Heere, y según los registros, en 1586 ya era pintor en activo. En 1590 se casó con Magdalena, hermana de su madrastra Susanna y del pintor John de Critz. La pareja tuvo seis hijos, de los que solo parecen haber sobrevivido dos varones: Marcus III (c. 1602 - c. 1654), también pintor, y Henry (1604 - 1650). Su hermanastra Sara se casó con el pintor Isaac Oliver en 1602.

## Carrera

### Una nueva estética

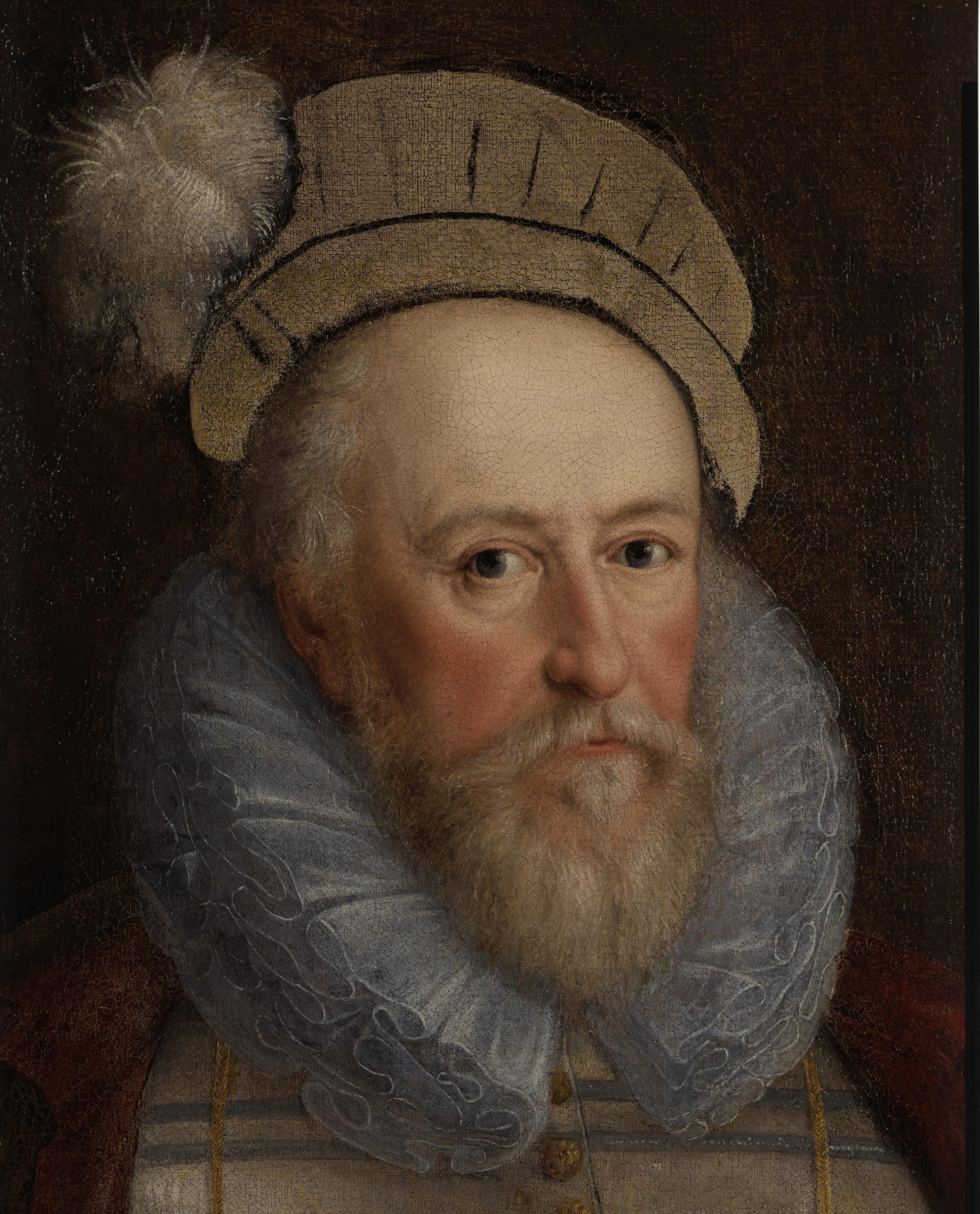
Esbozo inacabado para un retrato de sir Henry Lee, probablemente en vida. Óleo sobre lienzo, c. 1600

La primera obra firmada por Gheeraerts el Joven data de 1592, pero el historiador Roy Strong creía que muy probablemente, un conjunto de retratos de sir William Cecil fechados alrededor de 1586 estaban basados en un original de Gheeraerts. Aunque creció en Inglaterra, el trabajo de Gheeraerts refleja una estética continental, muy distinta a los rasgos planos y los colores brillantes y puros que se asocian a los artista de la época isabelina, como Nicholas Hilliard. Parece que Oliver y Gheeraerts visitaron juntos o por separado Amberes a finales de la década de 1680 y recibieron la influencia de Frans Pourbus el Viejo. A patir de 1590, Gheeraerts llevó a cabo una «revolución» en los retratos ingleses. Por primera vez en el arte de Inglaterra, los retratados se representan en tres dimensiones, logrando una impresión de vida mediante matices y sombras. También es nueva la forma de capturar el carácter de cada modelo a través de la observación penetrante y el uso de colores sombríos y tonos grisáceos para la piel. Gheeraerts fue uno de los primeros artistas ingleses en utilizar lienzo en lugar de paneles de madera, lo que permitía producir cuadros de un tamaño mucho mayor. También introdujo las figuras de cuerpo entero pintadas sobre un paisaje naturalista para los retratos a escala real.
La necesidad de tener asistentes que completaran los fondos y detalles de los nuevos lienzos, y el número de copias y variantes de las obras de Gheeraerts, hacen pensar que debía existir un estudio o taller con ayudantes y aprendices. Se aprecian similitudes entre los retratos que realizó Gheeraerts al conde de Essex y las miniaturas del mismo personaje pintadas por su cuñado Isaac Oliver, y también entre los retratos de Ana de Dinamarca de ambos artistas, pero no se sabe cuál de ellos pintó el original.

### Éxito en la época isabelina

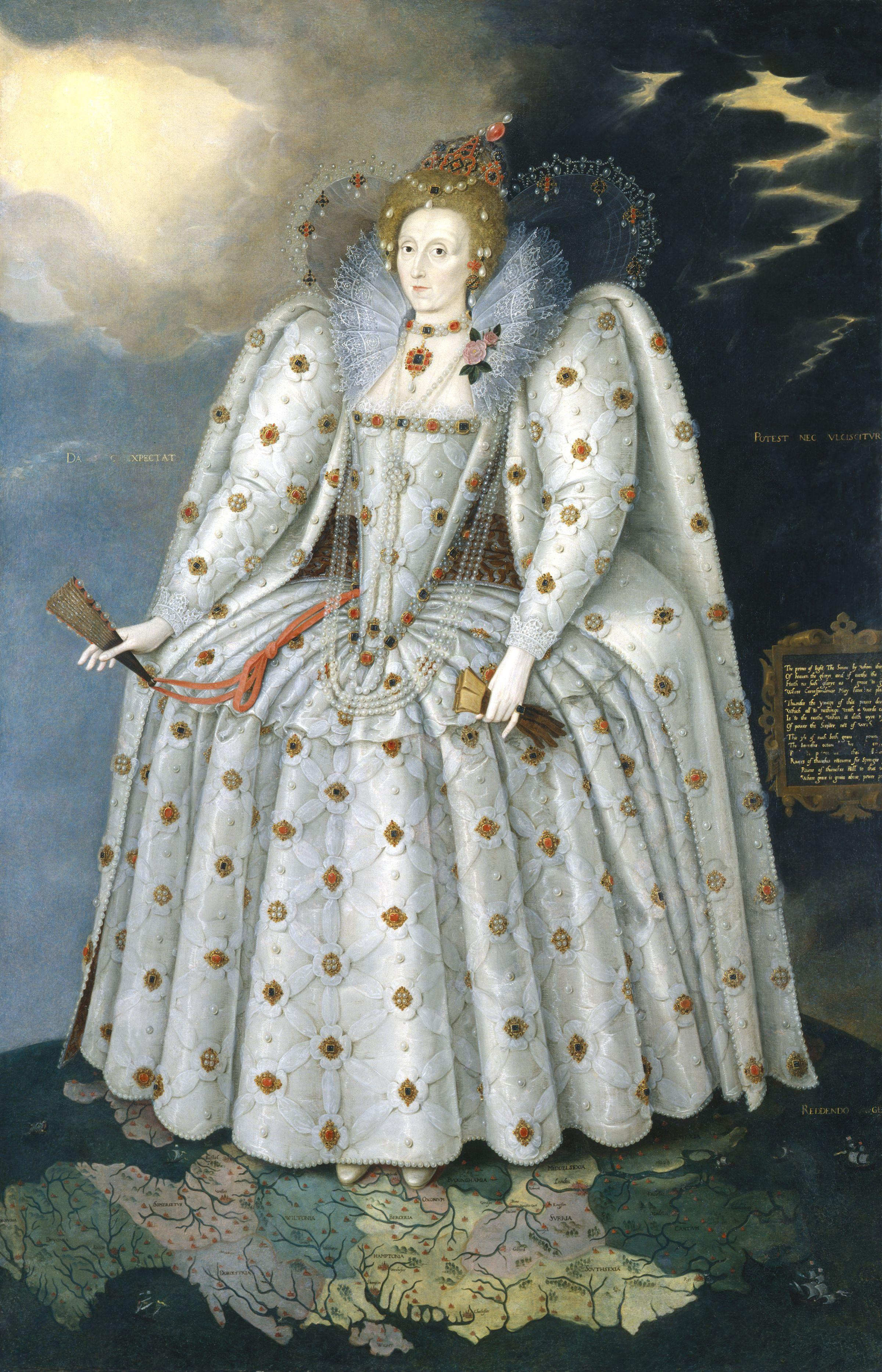
Isabel I de Inglaterra, retrato Ditchley, c. 1592. óleo sobre lienzo, National Portrait Gallery (Londres)

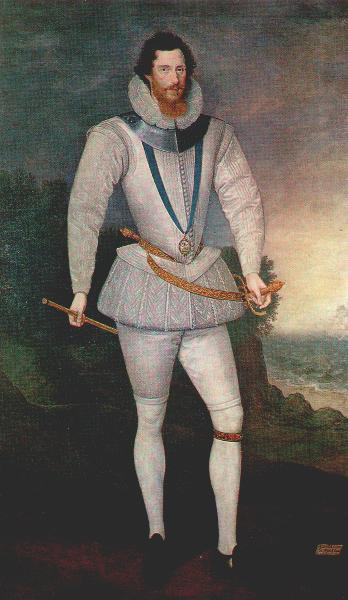
Robert Devereux, conde de Essex, 1596

Sir Henry Lee de Ditchley, que se retiró como campeón de la reina en 1590, fue en gran parte responsable de los aspirantes a caballero en la corte de Isabel I. Lee se convirtió en patrocinador de Gheeraerts en torno a 1590, y el pintor no tardó en ponerse de moda en los círculos cortesanos, creando retratos emblemáticos asociados con la elaborada iconografía vestimentaria de las festividades  con las que se celebraban la ascensión al trono de la reina Isabel. Es probable que la propia reina posara para el «retrato Ditchley» de 1592, y que Gheeraerts estuviera a sueldo de su valido, el conde de Essex, desde 1596. En las cuentas reales de 1596-1598 se reflejan pagos por trabajos decorativos a un tal «Marcus Gerarde». En la colección del Trinity College de la Universidad de Cambridge hay otro retrato de la reina Isabel I realizado por Gheeraerts.
Parece que el retrato Ditchley siempre estuvo en la casa de Lee en Oxfordshire, y probablemente fue pintado para conmemorar la corta visita que hizo la reina a Ditchley en 1592. En la imagen, la reina está parada sobre un mapa de Inglaterra, con un pie en Oxfordshire. El cuadro fue recortado y el fondo se repintó con poca destreza, por lo que la inscripción y el soneto están incompletos. A su espalda, una tormenta ocupa el lado derecho y al izquierdo luce el sol. La reina luce una joya en forma de una esfera armilar celeste cerca de su oreja izquierda. La estética del nuevo retrato no complació a la madura reina, y en las numerosas versiones que se hicieron de esta obra sin los motivos alegóricos, probablemente en el taller de Gheeraerts, los rasgos de Isabel suavizan el crudo realismo de la obra original. Uno de estos retratos se envió como regalo diplomático al gran duque de Toscana y puede verse hoy en el palacio Pitti.
En torno a 1594, Gheeraerts pintó un retrato del capitán Thomas Lee, primo de sir Henry, con traje irlandés ante un paisaje. La iconografría del retrato alude al servicio del capitán en Irlanda. Gheeraerts también pintó varios retratos de sir Henry Lee, entre ellos uno de cuerpo entero en el que luce el atuendo de la Orden de la Jarretera (1602).
Essex, que estaba emparentado con sir Henry Lee por vía materna, solo utilizó los servicios de Gheeraerts para que le hiciera retratos de cuerpo entero a partir de la década de 1590. El primero es el de Woburn Abbey (1596), en cuyo fondo se ve la ciudad española de Cádiz en llamas. Existen numerosos retratos de cuerpo entero y tres cuartos con fondos lisos que parecen ser variantes de posados en el estudio de Gheeraerts. Al igual que Lee, Essex era un participante importante en las celebraciones de la entronización.
El historiador Roy Strong habló así de los retratos de Ditchley y Woburn Abbey:
El éxito de Gheeraerts reside en su habilidad para atenuar la robustez burguesa de la pintura flamenca y fundirla con la fantasía melancólica, aristocrática y elegante de la Inglaterra de finales de la época isabelina… «Isabel» y «Essex» siguen siendo las obras supremas de Gheeraerts, merecedoras de compartir con algunos retratos miniatura de Hilliard la categoría de grandes obras de arte de la pintura inglesa primitiva.
La popularidad de Gheeraerts no parece haber sufrido por la participación de sus mecenas en la rebelión de Essex, por la que tanto Essex como Thomas Lee fueron acusados de traición y ejecutados en 1602.

### Era Jacobina

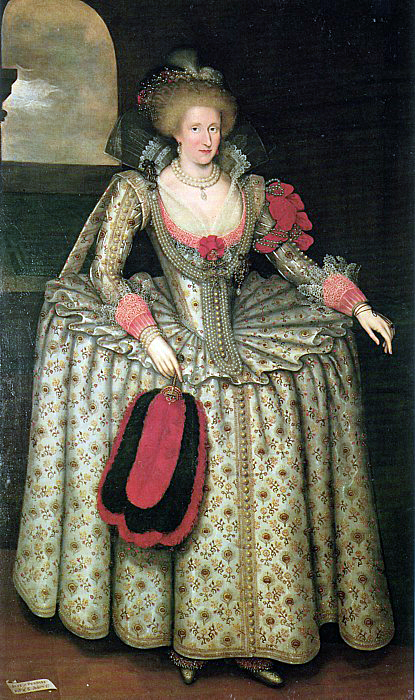
Ana de Dinamarca (1611-1614), óleo sobre lienzo, Woburn Abbey

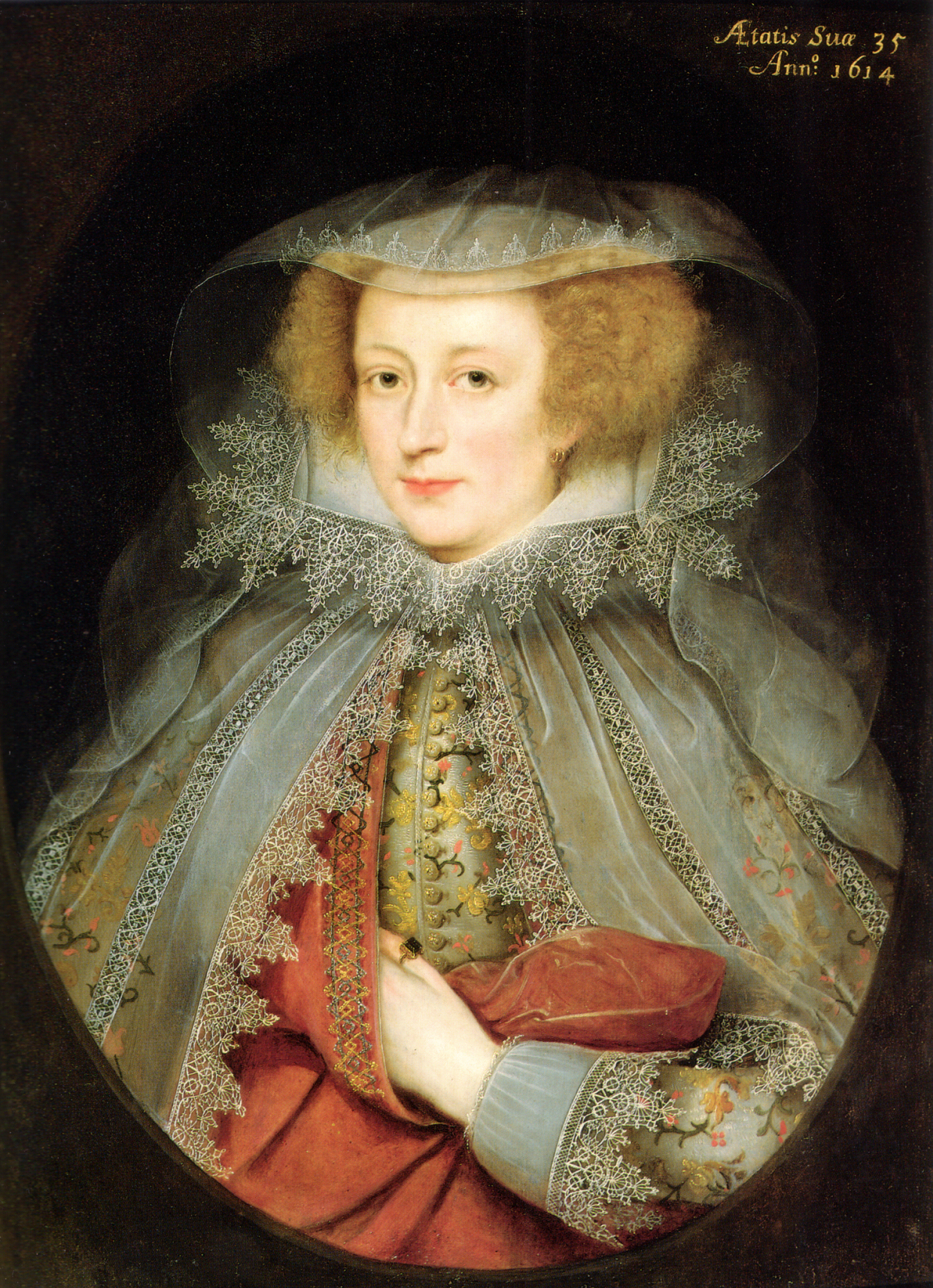
Catherine Killigrew, lady Jermyn, 1614.

En los años posteriores a la muerte de la reina Isabel en 1603, Gheeraerts siguió siendo un pintor muy popular. La esposa de Jacobo I, Ana de Dinamarca, lo contrató para pinturas de gran tamaño, y a su cuñado Isaac Oliver para las miniaturas.  En 1611 Gheeraerts recibió pagos para realizar retratos del rey, la reina y la princesa Isabel. También se le atribuye un retrato fechado en 1612-13 de la reina Ana con ropa de luto, muy probablemente por la muerte de su hijo Enrique Federico, príncipe de Gales.
El retrato realizado en 1611 de Frances Howard, condesa de Hertford, con lujosos ropajes y encuadrada por una cortina de seda y su bastidor, adornado de flecos a lo largo de la parte superior del lienzo, es el primer retrato conocido de un estilo que después utilizaría el pintor William Larkin, antiguo aprendiz de Hilliar, en una serie de retratos de cuerpo entero realizados entre 1613 y 1618.  En general, los retratos de  Gheeraerts de la época jacobina se caracterizan por la «tranquilidad, reflexión y suave encanto» que se aprecia en sus retratos de Catherine Killigrew, lady Jermyn (1614) y Mary Throckmorton, lady Scudamore (1615).
Isaac Oliver murió en 1617, y en esa misma época, la posición de Gheeraerts en la corte comenzó a declinar por la competencia con una nueva generación de pintores llegados del extranjero. Ana de Dinamarca murió en 1619, y aunque Gheeraerts formó parte de su cortejo funerario en calidad de «pintor de la reina», el holandés Paul van Somer ya lo había sustituido tiempo atrás como jefe retratista de la corte. Durante los últimos veinte años de su vida, Gheeraerts fue contratado sobre todo por miembros de la nobleza rural y por académicos.
En la década de 1620, Gheeraerts se convirtió en miembro del gremio de pintores de Londres, la Worshipful Company of Painter-Stainers y tuvo un aprendiz llamado Ferdinando Clifton, también perteneciente al gremio. Gheeraerts murió el 19 de enero de 1636.

## Galería

### Época isabelina

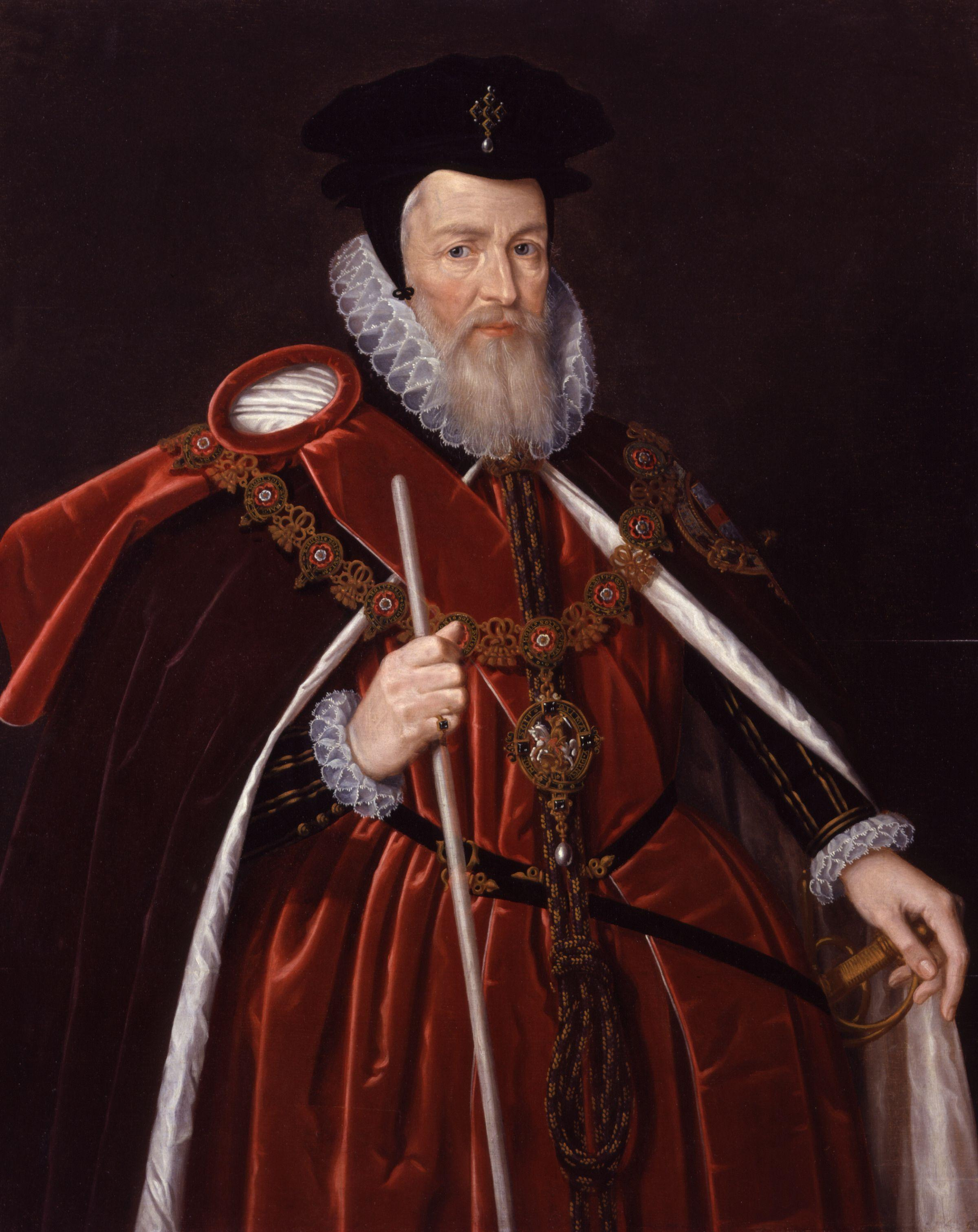
Retrato de William Cecil, I barón Burghley, posterior a 1585, óleo sobre lienzo, atribuido a Gheeraerts, National Portrait Gallery (Londres)
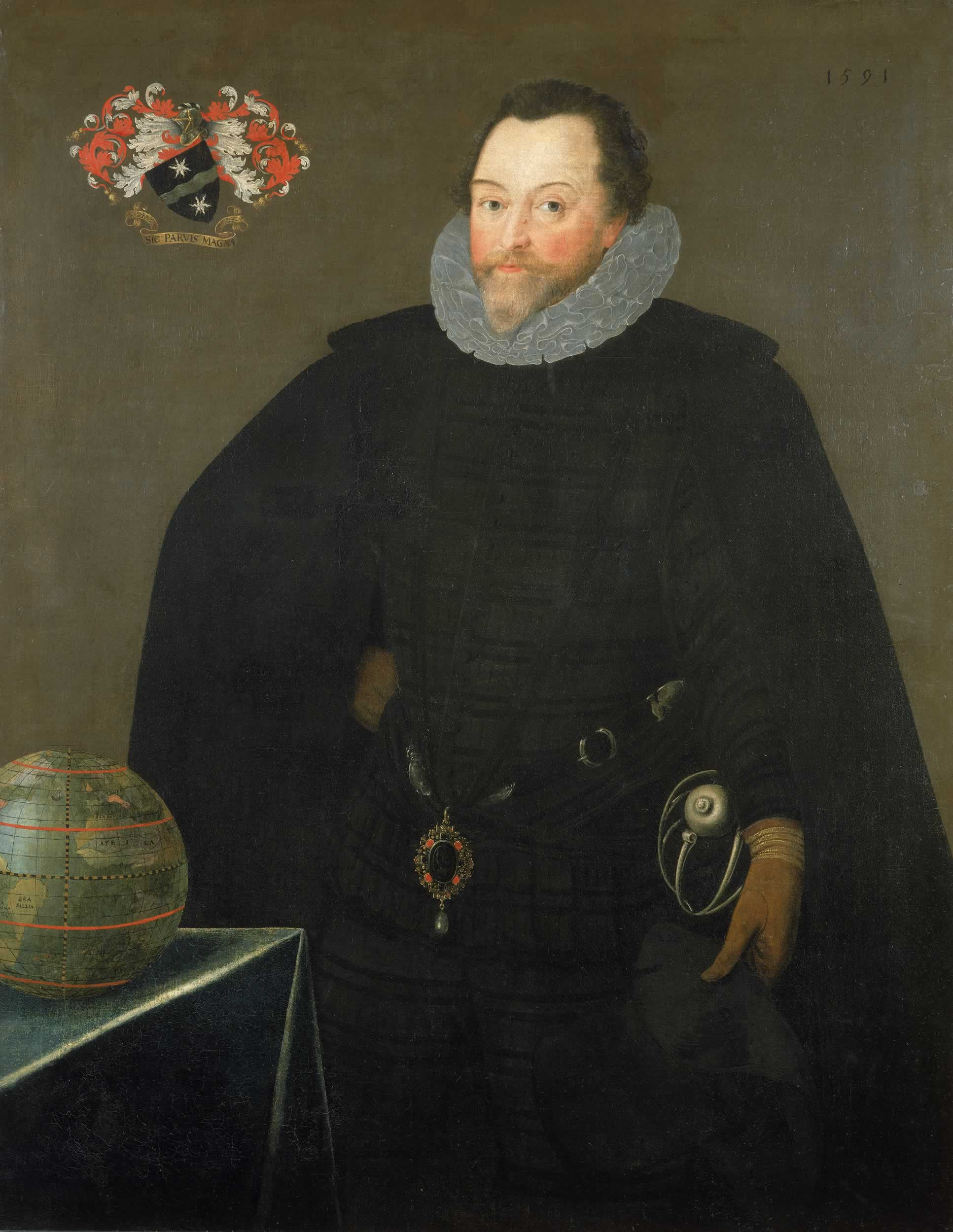
Sir Francis Drake, 1591
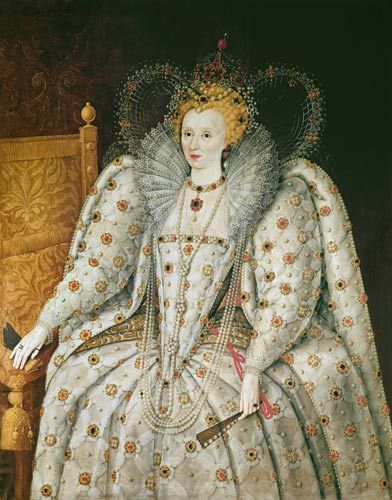
Retrato «suavizado» de Isabel I, estudio de Gheeraerts, Palacio Pitti, Florencia
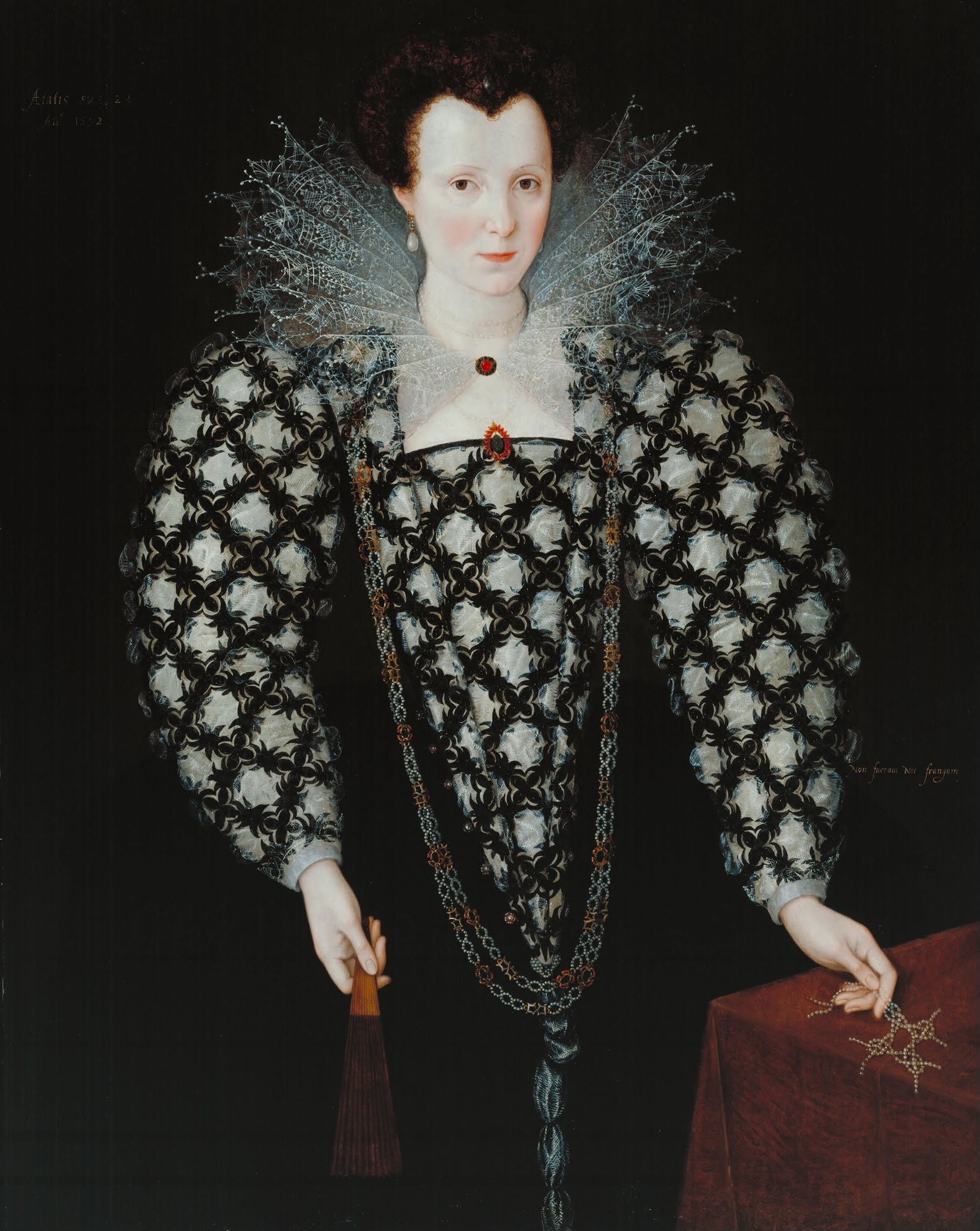
Mary Rogers, Lady Harington, 1592, óleo sobre tabla
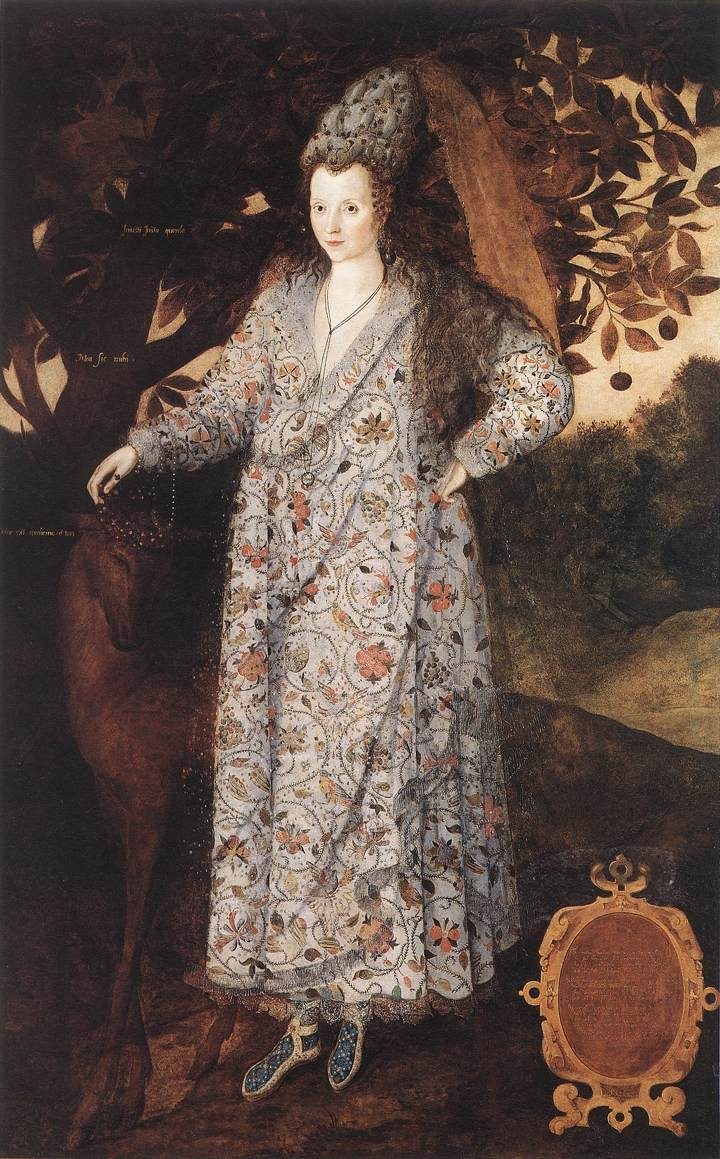
Retrato de mujer desconocida 1590-1600. Óleo sobre lienzo, Royal Collection, Hampton Court
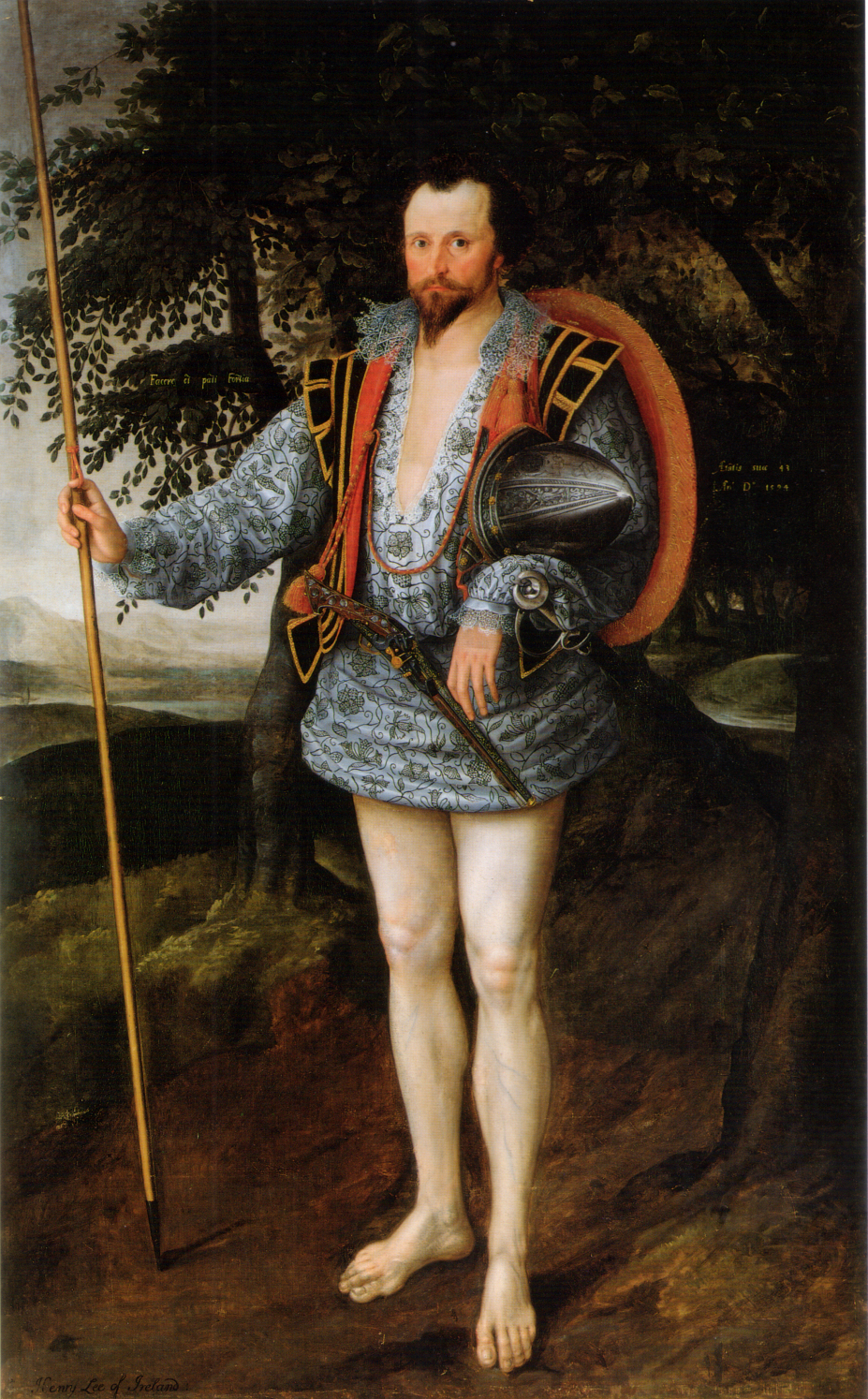
Capitán Thomas Lee, óleo sobre lienzo, 1594
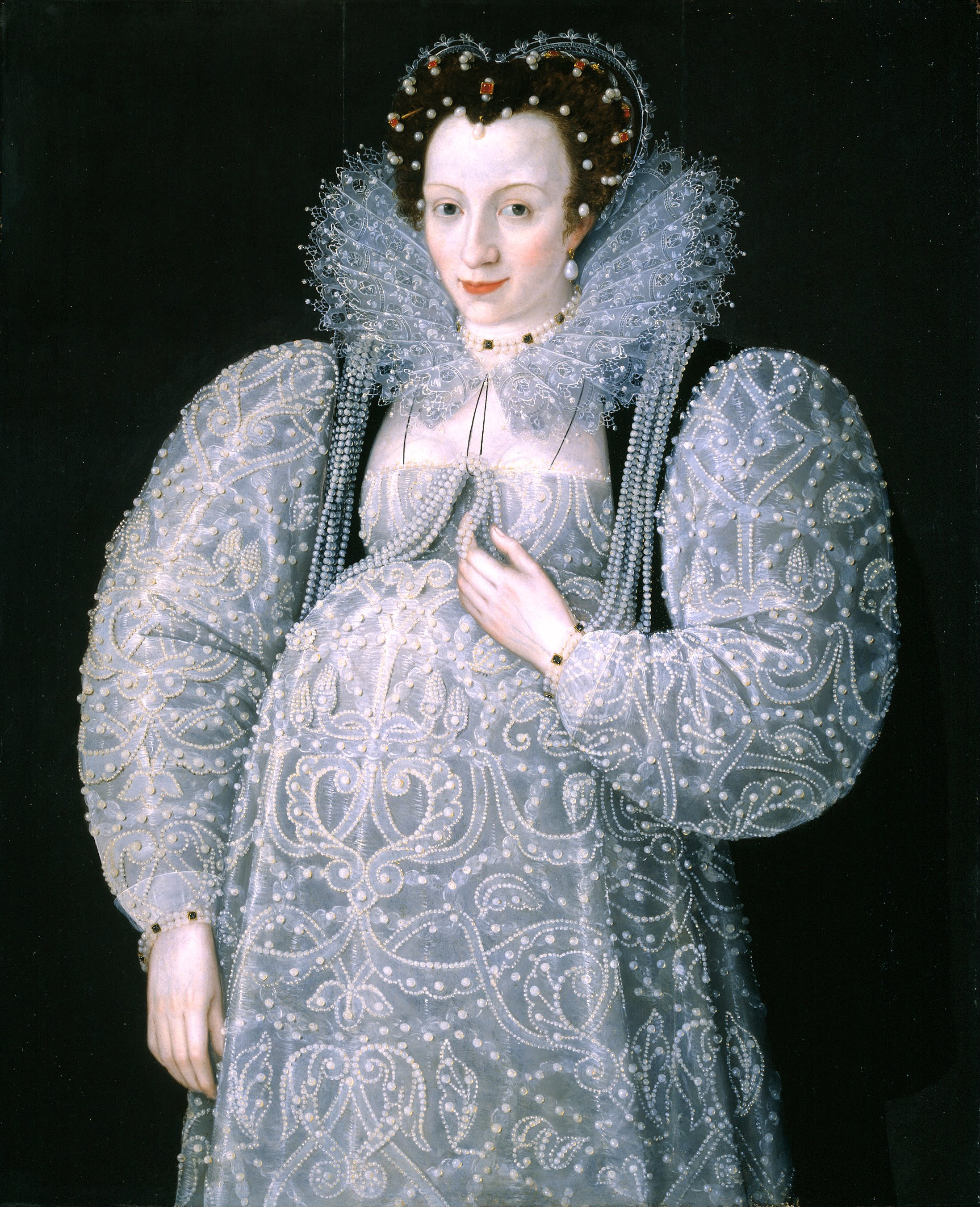
Retrato de una dama desconocida, c. 1595 (posiblemente Lettice Knollys, condesa de Leicester)
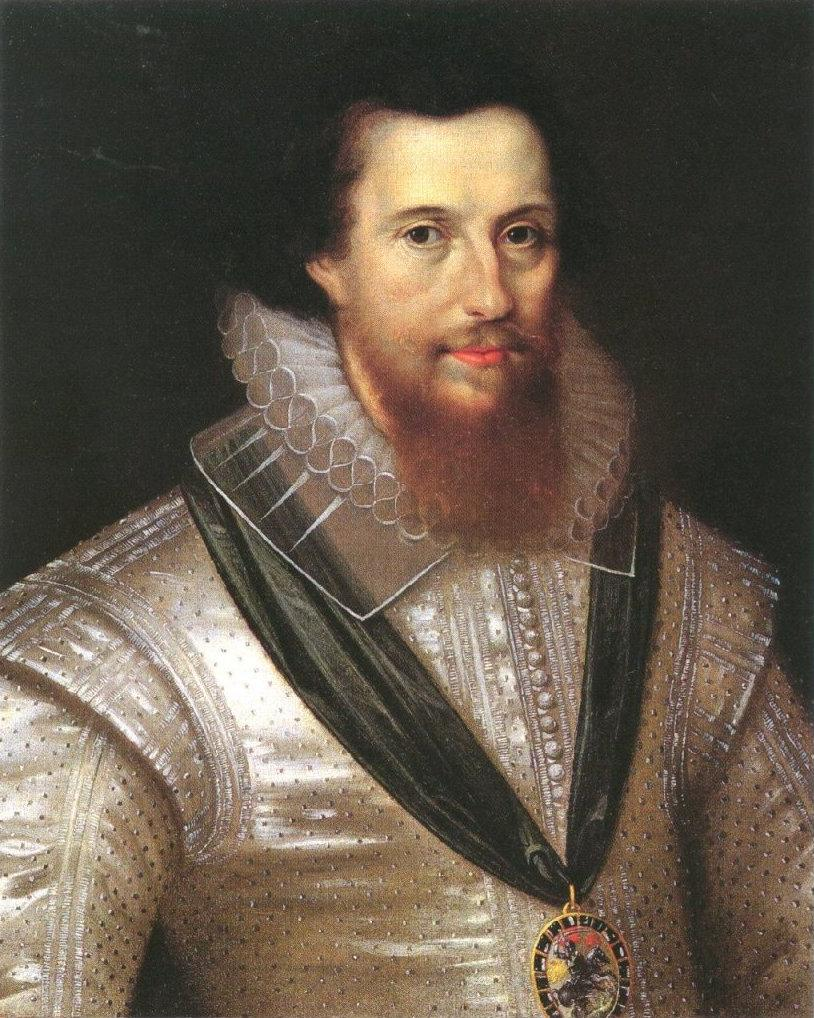
Robert Devereux, conde de Essex, estudio de Gheeraerts, c. 1596
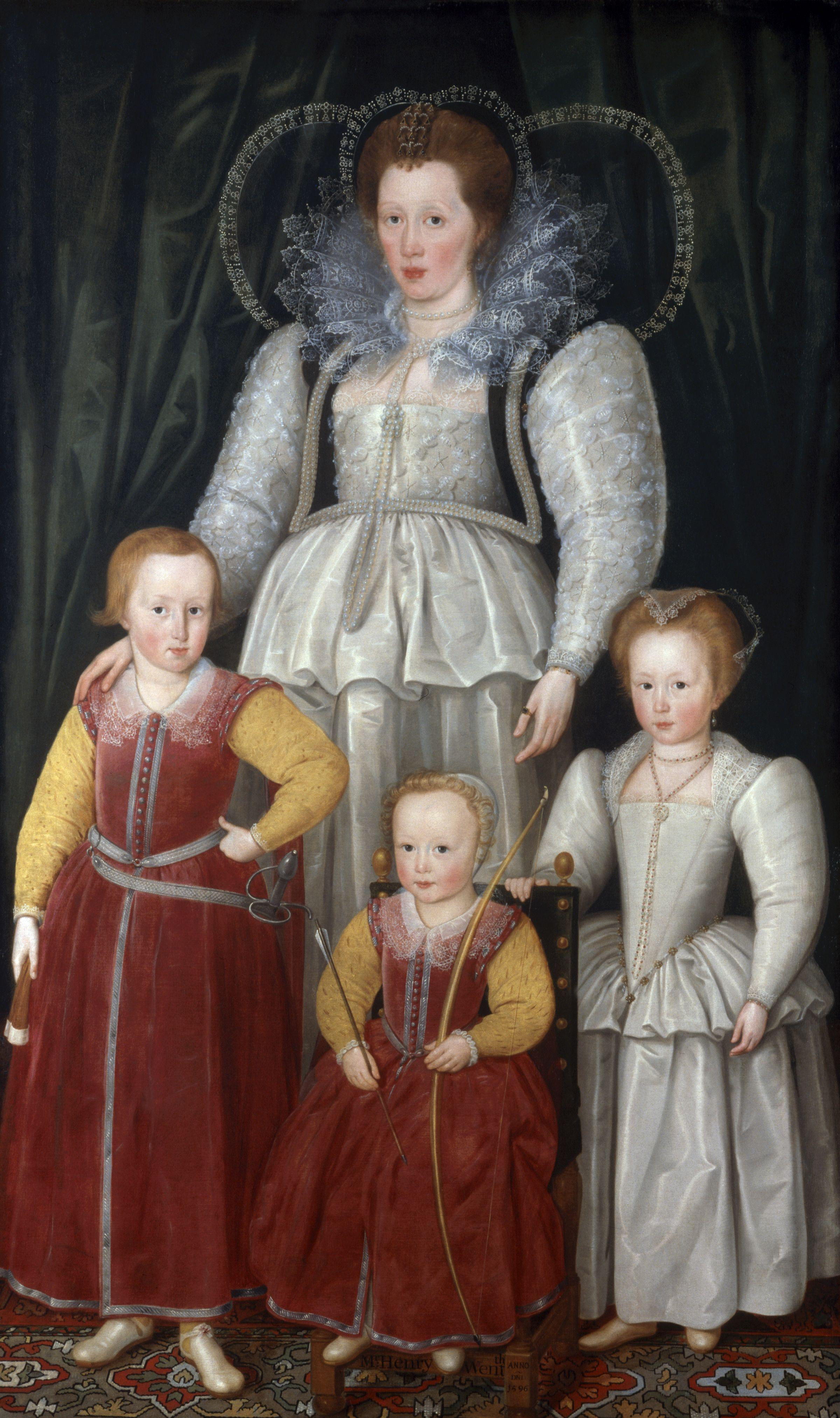
Anne, lady Pope con sus hijos, 1596, National Portrait Gallery, Londres
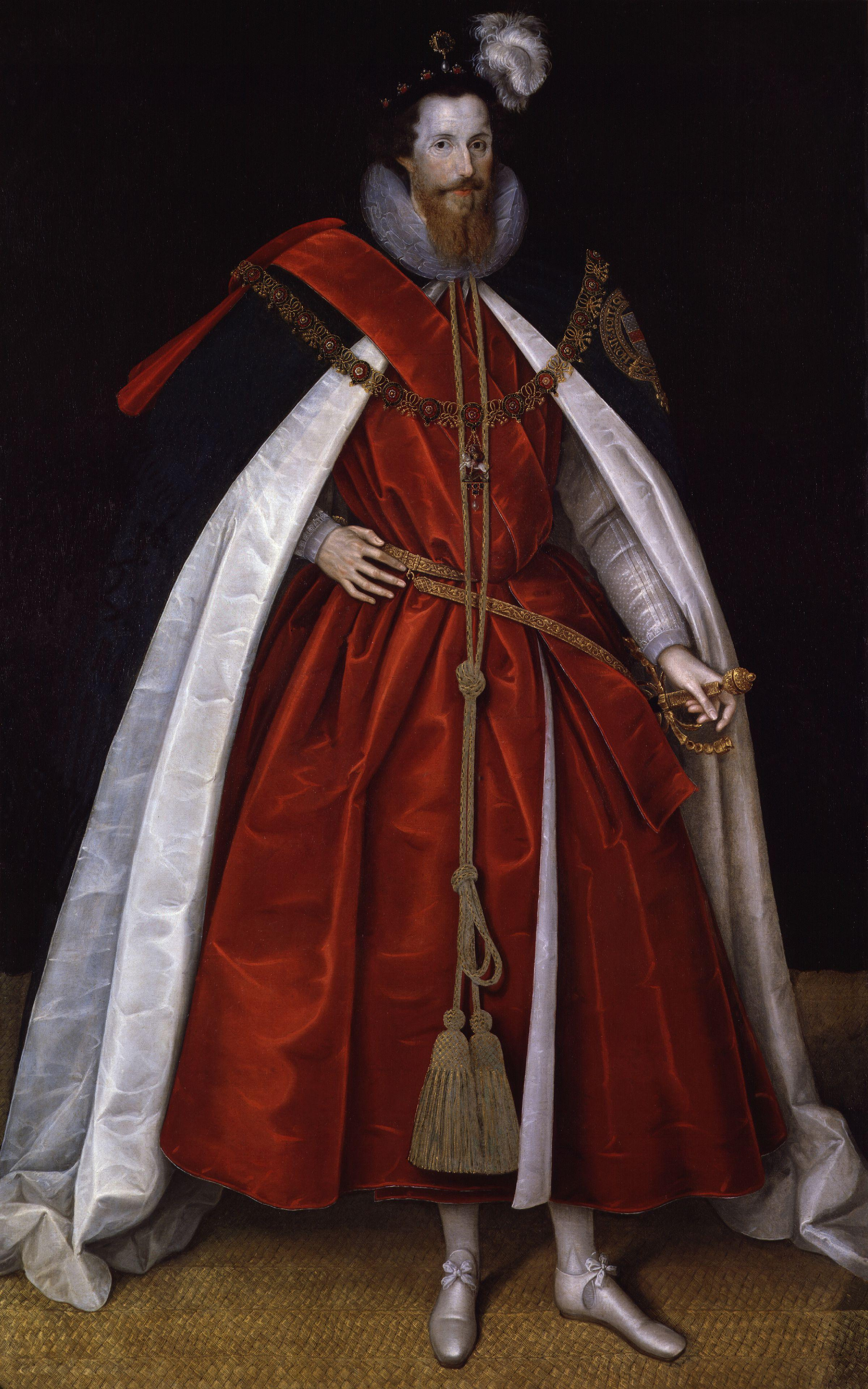
Robert Devereux, II conde de Essex con atuendo de la Orden de la Jarretera, c. 1597, National Portrait Gallery, Londres

### Época jacobina

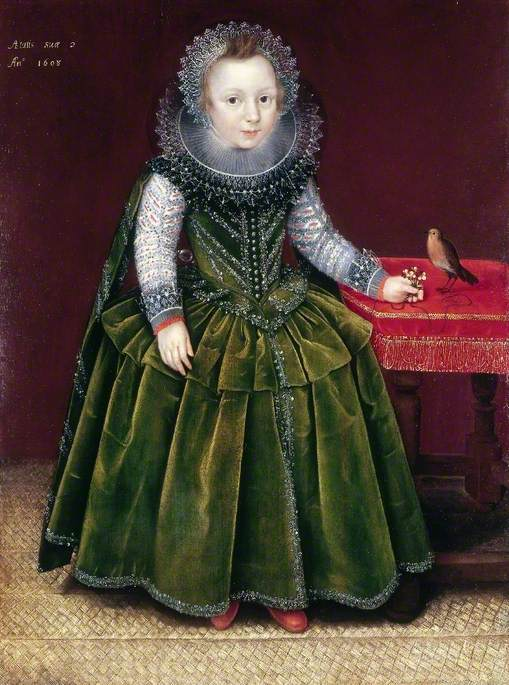
Retrato de un niño de dos años, 1608, Compton Verney
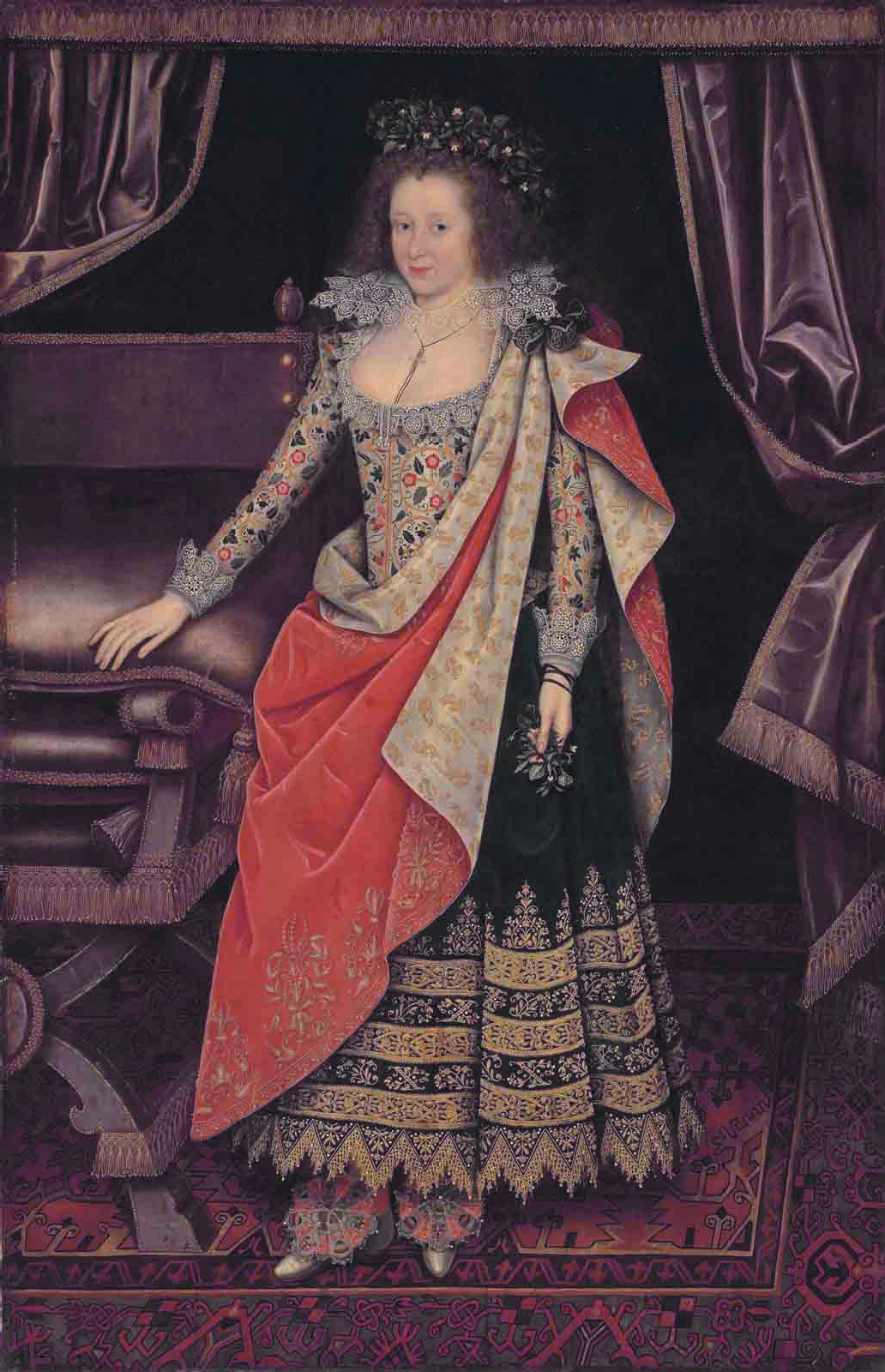
Frances Howard, condesa de Hertford, 1611, óleo sobre lienzo
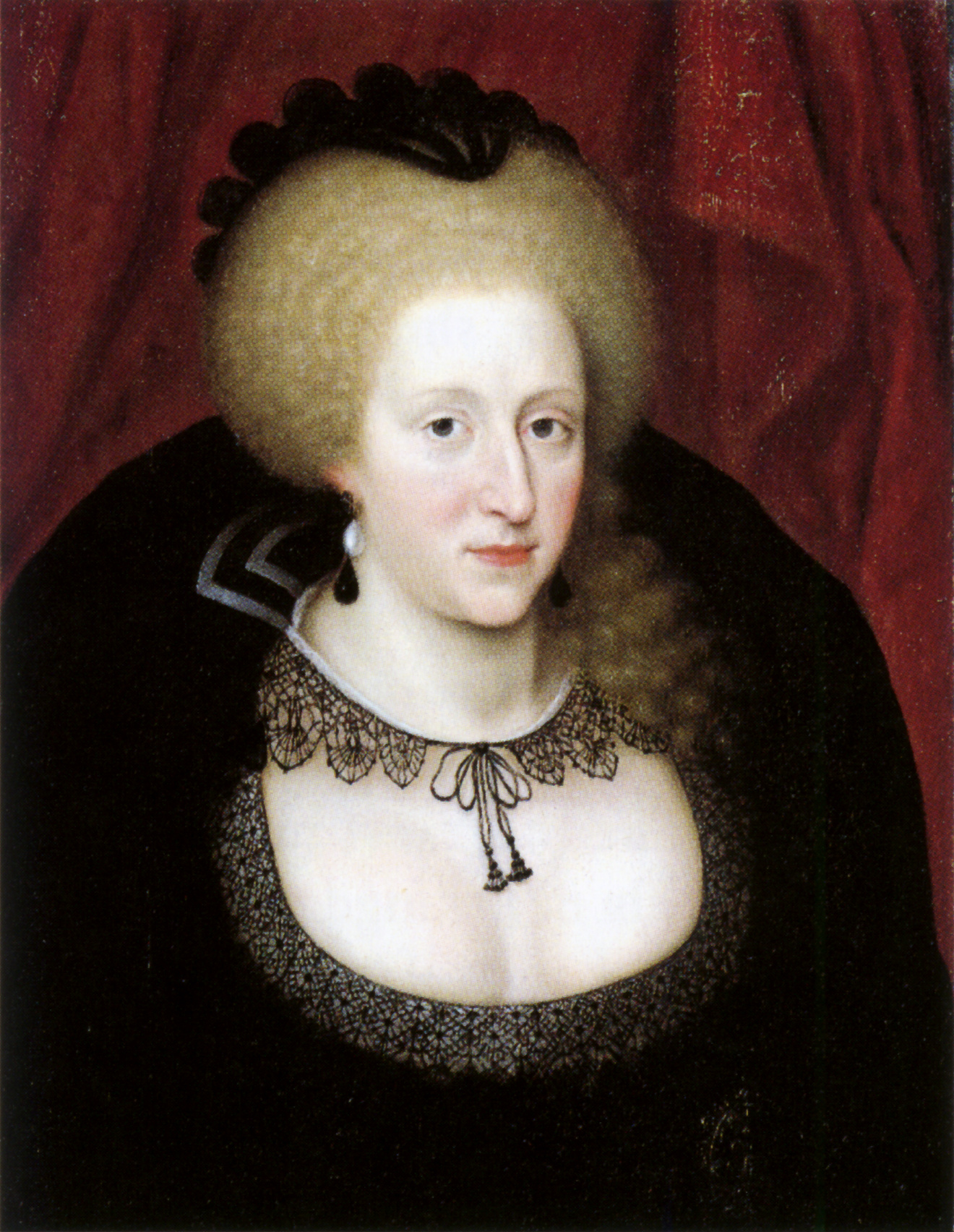
Ana de Dinamarca de luto (posiblemente por su hijo Enrique Federico, príncipe de Gales), c. 1612
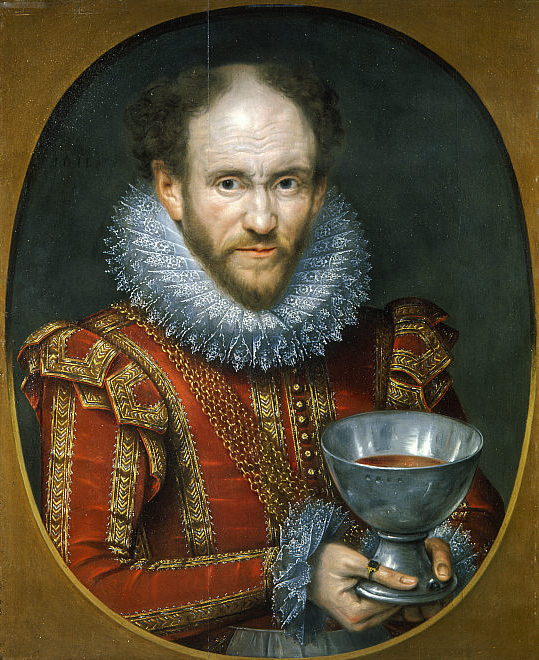
Tom Durie, bufón de Ana de Dinamarca, 1614, óleo sobre tabla, Galerías nacionales de Escocia
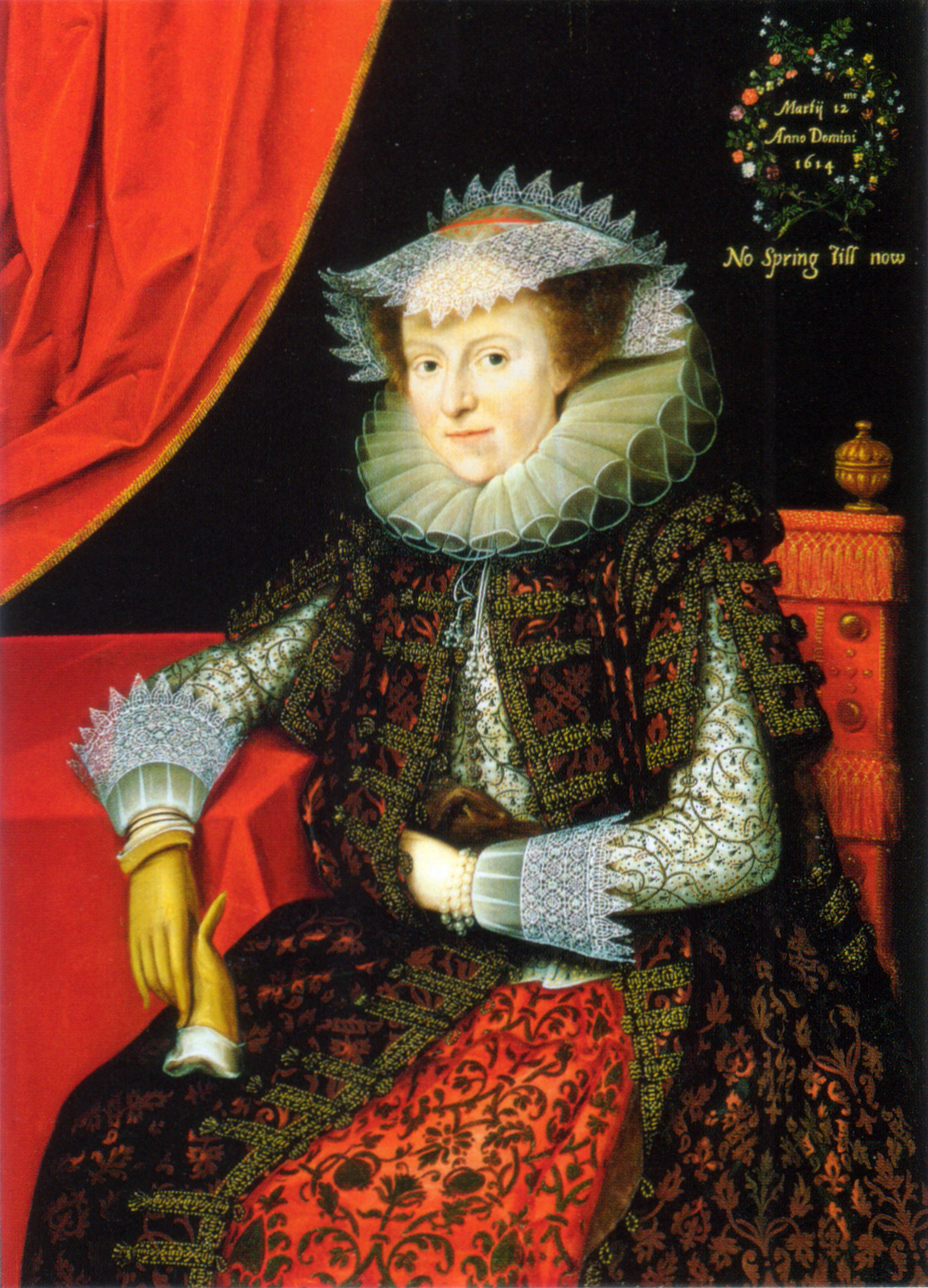
Mary Throckmorton, lady Scudamore, 1615, óleo sobre tabla, National Portrait Gallery, Londres
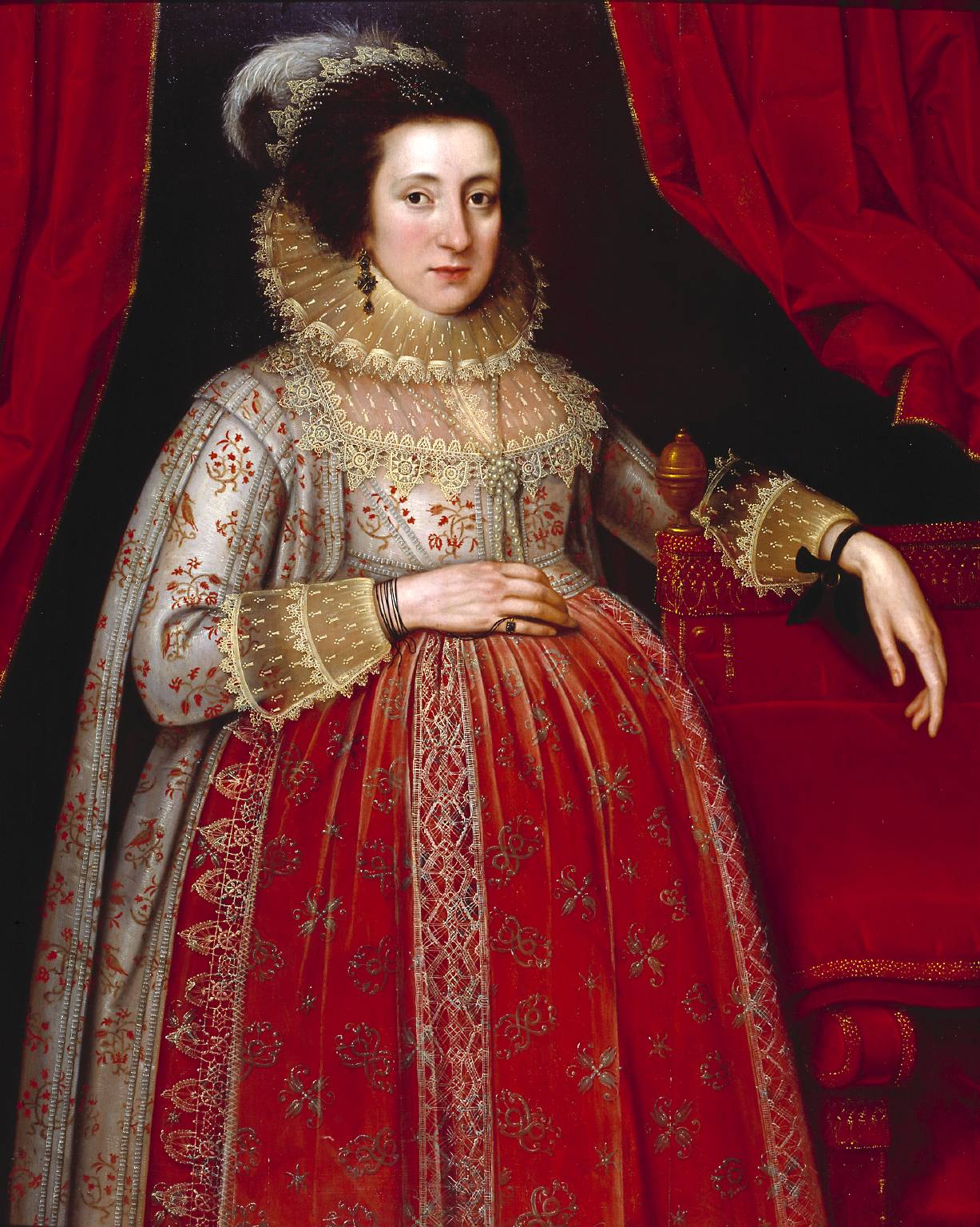
Retrato de mujer vestida de rojo, 1620, óleo sobre lienzo, Tate Gallery
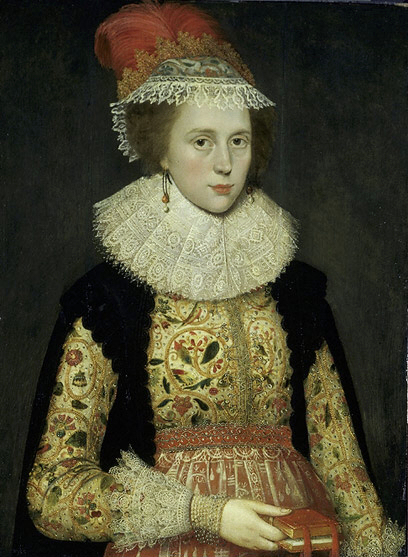
Margaret Laton, c. 1620, Museo de Victoria y Alberto, Londres
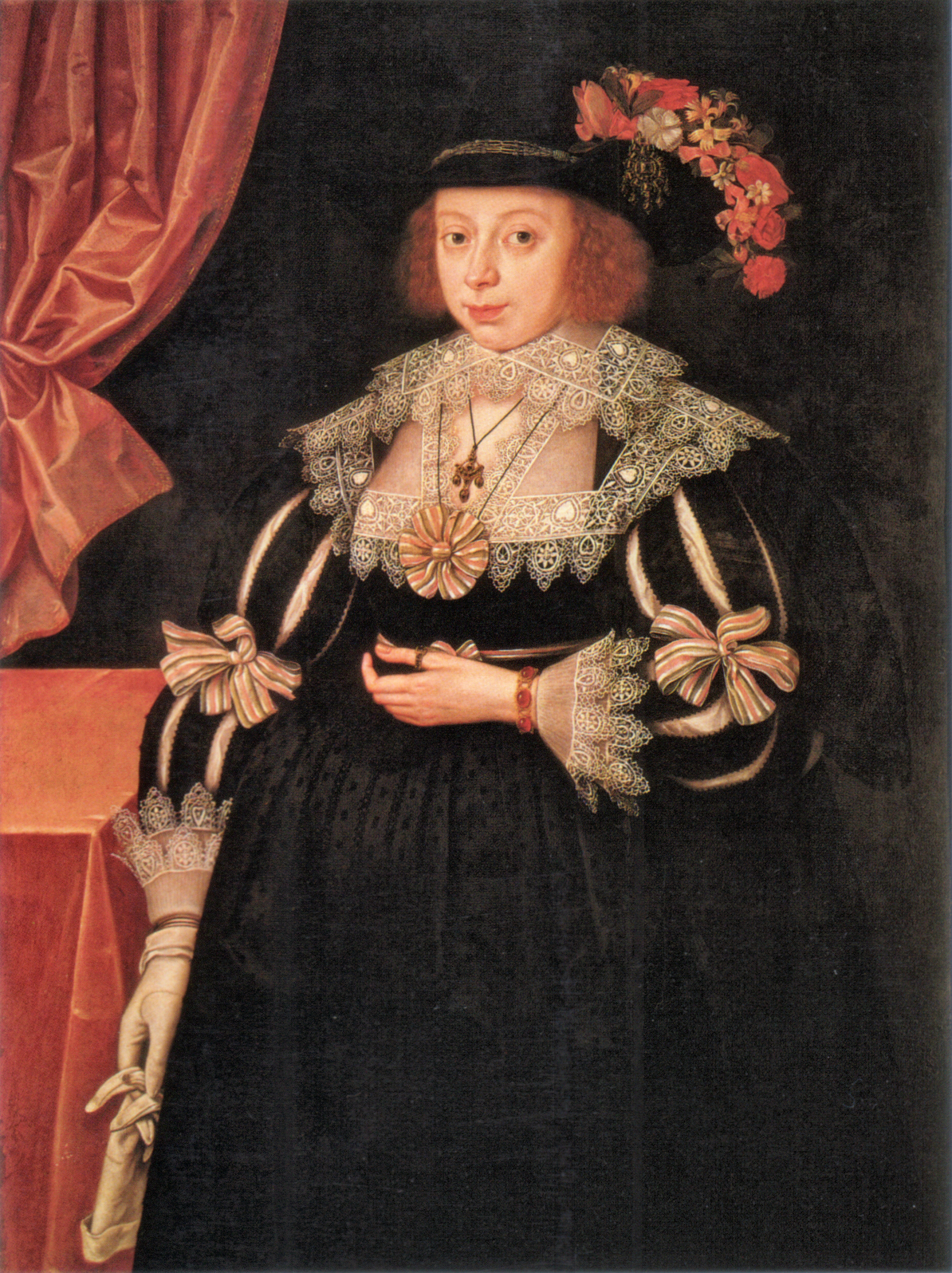
Anne Hale, Sra. Hoskins, 1629,  óleo sobre tabla
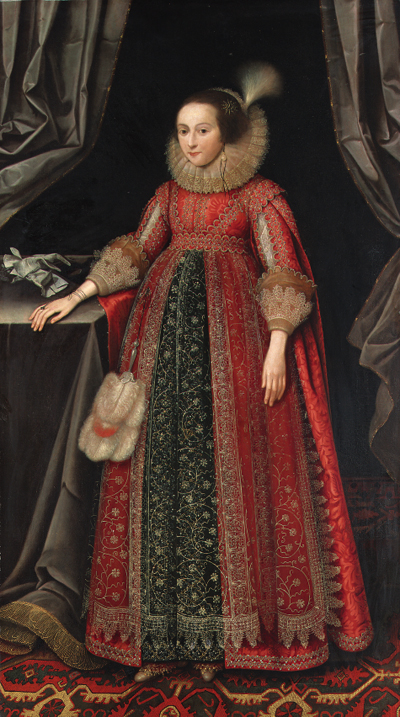
Susanna Temple, hermana de James Temple, 1621, óleo sobre lienzo, vendido en el año 2000